# 平維衡
平維衡（？—？），是平安時代中期的武將、平氏中的伊勢平氏第一代當主，也是著名武將、公卿、政治家平清盛的五代祖，身份為從四位上下野守、伊勢守、上野介、備前守、常陸介。

## 生平
平維衡的事跡只散見在不同書籍，《權記》長德四年（998年）十二月十四條記載他被遙任為國司，並與同族兄弟平致賴戰鬥。
寬弘三年（1006年）一月二十八，新任右大臣藤原顯光推舉平維衡擔任伊勢守，可是遭左大臣藤原道長強烈反對；二人奏請一條天皇仲裁，而最後天皇認可藤原道長的意見，令平維衡只擔任伊勢守兩個月就卸任。
平維衡何時去世並不詳，《尊卑分脈》記載他享年85歲，《小右記》則記載他在長元四年（1031年）被兒子安房守平正輔提及，是他最後出現的紀錄。